# Джакомо Доріа
Маркіз Джакомо Доріа (італ. Giacomo Doria; 1840-1913) — італійський натураліст, ботанік, герпетолог.

## Біографія
Джакомо виріс у Генуї. Належав до давньої і славнозвісної генуезької родини Доріа. Займатися біологією почав з юних років. У 1858 році він описав новий вид італійського печерного жука, хоча його найважливіша наукова діяльність стосується кажанів і плазунів.
Свою першу велику експедицію Доріа зробив у 1862 році в Персію разом з Філіппо де Філіппі., піднявшись на вершину Демавенда (5610 м). У 1865 році він разом з ботаніком Одоардо Беккарі здійснив мандрівку на острів Борнео, де були досліджені регіон Але і течія річки Барам. Там він зібрані численні зразки рослин, раковин, метеликів, інших комах і тварин. У 1879 році Доріа досліджував Ассаб і Туніс в Північній Африці.
У 1867 році Доріа заснував музей природної історії в Генуї, який існує дотепер і названий його ім'ям. У 1890 році Доріа був обраний в сенат Італії, наступного року став мером Генуї (пробув на посаді п'ять місяців) і президентом Італійського королівського географічного товариства (цю посаду він займав до 1900 року). Доріа був організатором дослідницьких експедицій в Африку. Вийшовши на пенсію, він переїхав на острів Ізола-дель-Джильйо, де продовжував свої дослідження.

## Вшанування

### Нагороди
- Командор ордена Святих Маврикія і Лазаря (14 серпня 1883)
- Офіцер ордена Святих Маврикія і Лазаря (27 вересня 1879)
- Кавалер Савойського цивільного ордена (6 травня 1876)

### Епоніми
На честь Джакомо Доріа названо види тварин:
- Agama doriae Daudin, 1802
- Anophthalmus doriae Fairmaire, 1859 [accepted as Duvalius doriae]
- Limax doriae Bourguignat, 1861
- Vesperus doriae Peters, 1868 [accepted as Hesperopterus doriae]
- Gonocephalus doriae Peters, 1871
- Homalophis doriae Peters, 1871
- Phyllorhina doriae Peters, 1871 [accepted as Hipposideros doriae]
- Ceramodactylus doriae Blanford, 1874 [accepted as Stenodactylus doriae]
- Megatriorchis doriae Salvadori & D'Albertis, 1875
- Buthus doriae Thorell, 1876 [accepted as Odontobuthus doriae]
- Asytesta doriae Kirsch, 1879
- Dendrolagus dorianus Ramsay, 1883
- Latastia doriai Bedriaga, 1884
- Rhinoscapha doriai Pascoe, 1885
- Zygara doriae Pascoe, 1885 [junior synonym of Asytesta doriae]
- Phascogale doriae Thomas, 1886 [accepted as Phascolosorex doriae]
- Lygosoma doriae Boulenger, 1887 [accepted as Scincella doriae]
- Rana doriae Boulenger, 1887 [accepted as Limnonectes doriae]
- Cyclophiops doriae Boulenger, 1888
- Chiroderma doriae Thomas, 1891
- Hoplopisthius doriae Senna, 1892
- Tropidonophis doriae Boulenger, 1897
- Mormopterus doriae Andersen, 1907

На його честь дослідник Вітторіо Боттего назвав ефіопську річку Ганале Доріа притоку Джуби.